# Empire (álbum de Kasabian)
Empire é o segundo álbum de estúdio da banda inglesa Kasabian, lançado em agosto de 2006.

## Faixas
Todas as canções foram escritas e compostas por Sergio Pizzorno, exceto onde indicado.
| N.º | Título                           | Duração |  |
| 1.  | "Empire" (Pizzorno, Karloff)     | 3:53    |  |
| 2.  | "Shoot The Runner"               | 3:27    |  |
| 3.  | "Last Trip (In Flight)"          | 2:53    |  |
| 4.  | "Me Plus One"                    | 2:28    |  |
| 5.  | "Sun Rise Light Flies"           | 4:08    |  |
| 6.  | "Apnoea"                         | 1:48    |  |
| 7.  | "By My Side" (Pizzorno, Karloff) | 4:14    |  |
| 8.  | "Stuntman" (Pizzorno, Karloff)   | 5:19    |  |
| 9.  | "Seek & Destroy"                 | 2:15    |  |
| 10. | "British Legion"                 | 3:19    |  |
| 11. | "The Doberman"                   | 5:34    |  |